# Het strand
Het strand is een hoorspel van Severo Sarduy. La playa werd op 14 mei 1969 door de Süddeutscher Rundfunk uitgezonden onder de titel Strand (met als ondertitel Sequenzen). De KRO zond het uit op in het programma Dinsdagavondtheater op dinsdag 23 december 1969 (met een herhaling op dinsdag 19 juni 1973). De vertaling was van Léon Povel, die ook regisseerde. Het hoorspel duurde 74 minuten.

## Rolbezetting
- Jan Borkus
- Hans Karsenbarg
- Hans Veerman
- Willy Brill
- Elly den Haring
- Fé Sciarone
- Jan Jansen

## Inhoud
De monotonie van het strandleven, de verveling van een beau monde, van wie de tijd verstrijkt tussen surfen op de golven en het aperitief, vormt het thematische hoofdmotief. Zich steeds opnieuw structurerende versies van het thema vormen een cyclus, waarin zowel de personages als de gegevens van het stuk, de feiten en de landschappen onderworpen zijn aan het toeval van de variaties…